# Shuyuan

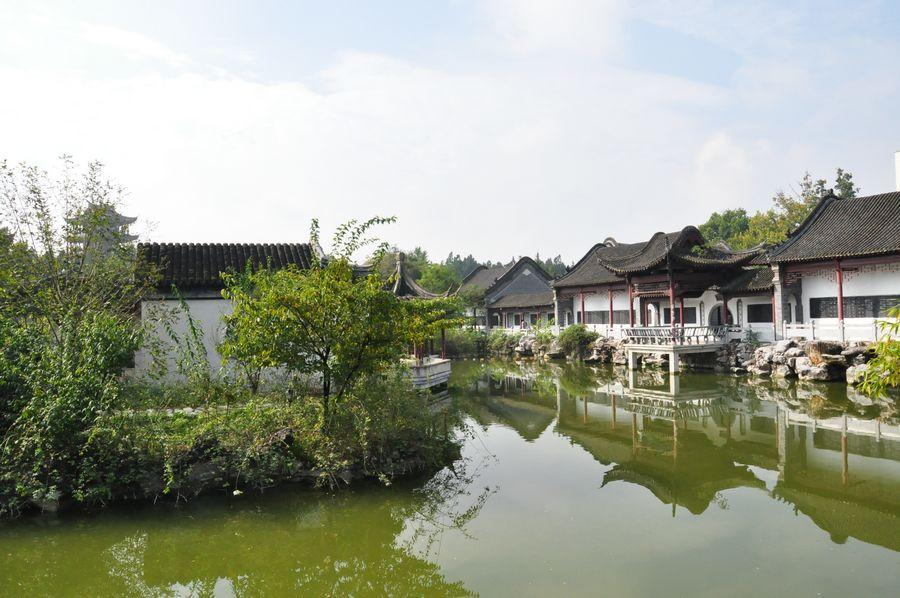
L'Académie Huazhou dans le Henan

Les Shuyuan (chinois simplifié : 书院 ; chinois traditionnel : 書院 ; pinyin : shūyuàn), généralement connus en occident sous le nom d' Académies d'Apprentissage des Classique ou simplement d' Académies, sont un type d'école spécifique de la Chine impériale. Contrairement aux académies nationales et aux écoles de district, les shuyuan sont généralement des établissements privés construits à l'écart des villes ou des villages, offrant un environnement calme où les universitaires peuvent s'engager dans des études et la contemplation, sans subir de restrictions ni de distractions mondaines.

## Histoire
La première shuyuan nait en 725 pendant la dynastie Tang. Il s'agit alors de lieux où les érudits peuvent enseigner et étudier les classiques, et où les livres collectés dans tout le pays peuvent être conservés. À la fin de la dynastie Tang, il y a des shuyuan dans toute la Chine.
Durant la première moitié de la Dynastie Song, de nombreuses shuyuan ont été créées avec l'approbation et les encouragements du gouvernement. Chaque shuyuan a sa propre structure pédagogique et administrative et est économiquement indépendante.
La remise d'une panneau calligraphié portant le nom du shuyuan par l'empereur est un symbole extrêmement important du statut et du prestige d'une shuyuan pendant cette période. Les shuyuan suivantes ont droit a cet honneur :
- 997 : Académie Taishi (Académie Songyang), décerné par l'empereur Song Taizong
- 1009 : Académie Yingtianfu, décerné par l'empereur Song Zhenzong
- 1015 : Académie Yuelu, décerné par l'empereur Song Zhenzong
- 1035 : Académie Shigu, décerné par l'empereur Song Renzong

Outre les panneaux calligraphiés, les empereurs offrent également des livres aux shuyuan. En 977, l'empereur Taizong offre à l'Académie de la Grotte du cerf blanc un exemplaire des Neuf classiques chinois imprimés par le Guozijian, soit l'Académie impériale. L'Académie Yuelu, l'Académie Songyang et d'autres shuyuan prestigieux reçoivent également des livres offerts par l'Empereur à plusieurs reprises.
Cependant, les shuyuan commencent à décliner au XIIe siècle. L'Académie de la Grotte du cerf blanc, qui était tombée en ruine, est reconstruite par l'éminent néo-confucianiste Zhu Xi en 1179-1180, pendant la seconde moitié de la Dynastie Song, et ré-ouvre en 1180. Elle devient un centre important de la pensée confucéenne pendant huit siècles. Zhu Xi lui-même enseigne dans l'académie après sa réouverture, tout comme Wang Yangming pendant la dynastie Ming. Grâce aux efforts de Zhu Xi, ce shuyuan devient un élément permanent de l'éducation chinoise, assumant des responsabilités majeures dans l'éducation locale.
Le système des shuyuan privés et auto-géré est démantelé sous la dynastie Yuan (1271-1368) et toutes les shuyuan sont placées sous contrôle gouvernemental pour devenir des écoles préparatoires aux examens impériaux. Cependant, la réforme des Yuan est abolie après la chute de la dynastie et l'ancien système des shuyuan privé est restauré sous les Ming (1368-1644) et les Qing (1644-1911).
Sous la dynastie Ming, des shuyuan consacrées à la discussion de questions politiques apparaissent, comme l'Académie Donglin, entraînant souvent une répression politique. Selon une étude, 40% des 1239 shuyuan Ming connues sont construites pendant l'ère Jiajing (1522-1566). Pendant les Qing, des milliers de shuyuan sont créées dans le but de préparer les étudiants à passer les examens impériaux, même s'il y en a encore qui fonctionnent comme des centres d'étude et de recherche.
Les shuyuan sont finalement abolies lors de la réforme des cent jours, en 1898, à la fin de la dynastie Qing.
Il y a plus de 7 000 shuyuan recensées au moment de leur abolition. Après 1898, certains deviennent des universités, des collèges, des bibliothèques publiques et des musées.
En Corée, qui a également adopté le confucianisme, les shuyuan sont connues sous le nom de Seowon.

## Les Shuyuan modernes
À la fin de la dynastie Qing, des écoles enseignant la science et la technologie occidentales sont créées. Beaucoup de ces écoles s'appellent Shuyuan en chinois. Malgré leur nom commun, ces shuyuan ont un concept assez moderne et sont assez différentes des institutions traditionnelles dont elles ont repris le nom.

## Académies notables
Lorsqu'on parle des shuyuan, il est courant de parler des « quatre grandes académies » (四大书院 ; sì-dà shū-yuàn) de la Chine ancienne. Habituellement, les « quatre grandes académies » font référence aux quatre grandes académies de la première moitié de la dynastie Song. Cependant, les sources donnent un certain nombre de listes différentes, parfois étendues à six ou huit grandes académies. Un seul Shuyuan, l'Académie Yuelu (devenue depuis l' Université du Hunan), apparaît dans toutes les listes, les autres apparaissant ou disparaissant au gré des listes et des périodes. L'Académie de la Grotte du Cerf Blanc est un shuyuan important depuis longtemps. Quant à l'impact des shuyuan sur la politique de la Chine, celui de l'Académie Donglin de la dynastie Ming est particulièrement notable.

### Les "Quatre Grandes Académies"
Aussi connues sous le nom des "Quatre Grandes académies des Song du Nord" ou "Des Quatre Académies des Song du Nord.
- Académie Songyang
- Académie Yingtianfu
- Académie Yuelu
- Académie de la Grotte du Cerf Blanc

Parfois, l'Académie Shigu se substitue à l'Académie Songyang.

### Les "Quatre Grandes académies du début des Song"
- Académie de Shigu
- Académie Jinshan
- Académie Yuelu
- Académie Culai

### Les "Quatre Grandes Académies des Song du Sud"
- Académie Lize
- Académie Xiangshan
- Académie Yuelu
- Académie de la Grotte du Cerf Blanc

### Les "Six Grandes Académies"
- Académie Songyang
- Académie Yingtianfu
- Académie Yuelu
- Académie de la Grotte du Cerf Blanc
- Académie de Shigu
- Académie Maoshan

(Une liste alternative des « Six Grandes Académies des Song du Nord » contient les mêmes académies dans un ordre différent.)

### Les "Huit Grandes Académies des Song du Nord"
- Académie de Shigu
- Académie Yingtianfu
- Académie Yuelu
- Académie de la Grotte du Cerf Blanc
- Académie Songyang
- Académie Maoshan
- Académie Longmen
- Académie Culai

## Voir également
- Académie Donglin
- Seowon, l'équivalent coréen de Shuyuan